# Didymodon aristatus
Didymodon aristatus là một loài Rêu trong họ Pottiaceae. Loài này được (Schimp.) Lindb. mô tả khoa học đầu tiên năm 1879.